# Hubálov (Jičín)
Hubálov je malá vesnice, část okresního města Jičín. Nachází se asi 5 km na jihovýchod od Jičína. V roce 2009 zde bylo evidováno 36 adres. V roce 2001 zde trvale žilo 42 obyvatel.
Hubálov je také název katastrálního území o rozloze 0,91 km2.

## Převod obce pod Jičín
Roku 2017 oslovila obec Tuř, pod kterou Hubálov spadal, město Jičín s žádostí o připojení Hubálova k Jičínu. V obci Tuř proběhlo referendum, ve kterém s tímto krokem většina souhlasila. Starosta Jičína se kvůli konzultaci této věci obrátil na Ministerstvo vnitra České republiky.
Roku 2019 zastupitelé Jičína odhlasovali (13 hlasů pro z celkových 21), že se Hubálov může připojit k Jičínu. Obec Tuř nabídla tento převod bez vědomí obyvatel Hubálova.
Dne 25. září 2019 byla podepsána smlouva o převodu katastrálního území pod město Jičín. Hubálov se stal součástí Jičína 1. října 2019.